# Microgastrinae
Microgastrinae (лат.) — подсемейство паразитических наездников Braconidae (Ichneumonoidea) из подотряда стебельчатобрюхие перепончатокрылые. Одно из наиболее богатых видами подсемейство животных на Земле, известно более 3000 видов (потенциально до 50 тысяч). Несмотря на свои небольшие размеры, они знакомы и агрономам, и полевым экологам как одна из основных групп естественных врагов гусениц, питающихся на растениях. Их численность и почти повсеместное наземное распространение, сложные взаимодействия с насекомыми-хозяевами и историческая связь с мутуалистическими полиднавирусами (Polydnaviridae) все это способствовало тому, что Microgastrinae стали модельной группой организмов для изучения паразитизма, геномики паразитоидов и биологии спаривания.

## Распространение
Встречаются всесветно, кроме Антарктики на высотах от уровня моря до 4500 м и от 82°N до 55°S. Наибольшая фауна отмечена в Юго-Восточной Азии (46 родов и 752 вида), Неотропике (43, 768) и Палеарктике (28, 827).
Региональные фауны (2020): Китай (448), Коста-Рика (427 видов), Россия (388), Венгрия (327), США (299), Германия (248), Индия (245), Великобритания (242), Канада (213)… , Украина (154), Азербайджан (126), Казахстан (121), Молдавия (113).
На Ближнем Востоке 292 вида (23 рода), в Турции — 173 вида, в Иране — 209 видов.
Данные по распространению подсемейства и отдельных его родов носят предварительный характер. В мировом масштабе только род Apanteles s.str. в настоящее время насчитывает более 1000 описанных видов; однако, судя по коллекционным материалам и данным ДНК-штрихкодов, Glyptapanteles и Diolcogaster с их тропическим видовым богатством и, возможно, род Cotesia с его умеренным богатством также должны достичь этого числа, когда будут проведены более полные исследования мировой фауны. В отсутствие надежной филогении родов Microgastrinae преждевременно делать какие-либо биогеографические выводы, однако, хотя большинство богатых видами родов являются космополитами, некоторые из них, по-видимому, ограничены определенными регионами. Например, это характерно для родов Clarkinella, Pseudapanteles, Protomicroplitis и Venanus (Новый Свет); Alloplitis и Philoplitis (тропики Старого Света); Paroplitis (Голарктика); Fornicia и Wilkinsonellus (пантропики). Однако дальнейшие исследования могут со временем изменить эти представления; например, роды Alloplitis, Austrocotesia, Fornicia, Miropotes, Nyereria, Philoplitis и Wilkinsonellus считались эндемичными для одного региона, но впоследствии оказалось, что их распространение в мире значительно шире.

## Биология
Большинство видов наездников-микрогастрин являются паразитоидами гусениц бабочек Lepidoptera (известно более 3500 видов бабочек-хозяев). Свою личиночную жизнь Microgastrinae проводят в качестве койнобионтных эндопаразитоидов личинок Lepidoptera. В качестве хозяев выступает практически весь экологический спектр Lepidoptera — от листоедов и стеблеедов до крупных открытоживущих павлиноглазок (Saturniidae) и бражников (Sphingidae). Отдельные виды Microgastrinae, как правило, очень специфичны к хозяевам и нападают только на один или несколько таксономически близких или экологически сходных видов гусениц. Взрослые самки ос обычно кладут яйца в личинок раннего возраста, внутри которых развитие личинок происходит с помощью яда и воздействия полиднавирусов (Polydnaviridae, PDV) на иммунную и эндокринную системы хозяина. Известно, что некоторые виды особей кладут яйца в яйцах хозяина, но в этих случаях личинки вылупляются и их питание и развитие начинается только после того, как сам хозяин вылупится и перейдет в личиночную форму. Типичным является наличие трёх личиночных возрастов, хотя в некоторых случаях, особенно в случае Microplitis, было зарегистрировано четыре. Появление паразитов обычно происходит из поздних возратсов личинок или препкуколок хозяина, после чего личинки наездников прядут характерные для вида коконы на хозяине, под ним или рядом с ним, которые часто сохраняются в течение короткого периода после появления паразитоидов. В очень редких случаях паразитоиды выходят из личинок хозяев среднего возраста, и то же поколение хозяев может паразитировать в последующих возрастах на появившихся имаго.
Взрослые самки могут откладывать в хозяина как единичные яйца, так и до нескольких сотен яиц как одного, так и обоих полов. Паразитоид ведет себя обычно как одиночный (откладывает одно яйцо) или как грегариновый (откладывает несколько яиц) паразитоид, часто зависит от вида, но может быть и факультативным в зависимости от размера хозяина и его личиночного возраста.
Массовые ассоциации коконов наездников-микрогастрин часто являются высоко диагностичными для отдельных видов, особенно в сочетании с идентификацией вида хозяина. Таким образом, во многих случаях можно определить, какой вид наездников паразитировал на хозяине, даже после того, как взрослые особи покинули место развития. Некоторые массы коконов создаваемые грегариновыми видами, представляют собой необычные кооперации, поскольку появляющиеся личинки сначала прядут общую структуру коконной массы, а затем свои индивидуальные коконы.
Взрослые особи обычно спариваются вскоре после появления, после очень короткого ухаживания, которому способствуют близко расположенные феромоны и видоспецифические паттерны жужжания/махания крыльями. Сама копуляция происходит быстро, часто в течение нескольких секунд или менее. У одного вида было зарегистрировано, что самцы образуют брачные стаи вблизи мест появления самок. Самки выходящие из коконов, способны к оплодотворению и откладке яиц относительно быстро, но в зависимости от наличия хозяина им могут потребоваться периоды так называемого пополнения запасов яиц. Взрослые наездники, особенно самцы, а также самки, посещают цветки в поисках нектара, особенно цветки растений семейств Asteraceae, Apiaceae и других групп растений с мелкими цветками, доступными для таких мелких насекомых. Тем не менее, посадка таких цветов вблизи сельскохозяйственных культур изучалась относительно мало как способ биологического контроля гусениц вредителей, а селективное преимущество, которое может дать такая подкормка, относительно дополнительного хищничества для взрослых паразитоидов, остается неясным.

### Вирусы
Для размножения микрогастринам необходим вирус из группы полиднавирусов (Polydnaviridae, PDV). Это происходит путем введения яиц с провирусным геномом и вирионами в полость тела хозяина. Затем вирионы заражают клетки хозяина и выбрасывают в них свою ДНК, не давая наезднику уничтожить свое потомство, а наоборот, способствуя его росту внутри организма хозяина.

## Значение
Более 100 видов Microgastrinae (Apanteles, Cotesia, Microplitis и другие) используются в биологическом контроле вредителей.

## Палеонтология
Вымершие роды и виды Microgastrinae были обнаружены в эоценовых и олигоценовых отложениях, начиная с 37—44 млн лет назад. Много образцов из миоцена (20—30 млн лет назад) известно из доминиканского и мексиканского янтарей, но большинство из них, по-видимому, являются неописанными представителями вымерших родов. В 2014 году был пересмотрен таксономический статус всех ранее известных таксонов ископаемых Microgastrinae. Происхождение Microgastrinae оценивается в ~ 54 млн лет назад (Murphy et al. 2008).

## Систематика
Одно из крупнейших подсемейств браконид и животных в целом. Известно более 80 родов и около 3000 описанных видов. По оценкам энтомологов эта гиперразнообразная группа потенциально включает от 17 000 до 46 000+ и более видов по всему миру. Мэсон (Mason, 1981) и Тобиас (1988) рассматривают таксоны Cardiochilinae и Miracinae в качестве отдельных подсемейств, а не триб подсемейства Microgastrinae, как считалось ранее.

### Классификация
До 2020 года выделяли 4 трибы (или группы родов):
- Триба Apantelini
  - Роды: Alphomelon, Apanteles, Dolichogenidea, Exoryza, Illidops, Pholetesor, Promicrogaster…
- Триба Cotesinii
  - Роды: Cotesia, Deuterixys, Diolcogaster, Distatrix, Glyptapanteles, Parapanteles, Protapanteles, Protomicroplitis, Rasivalva…
- Триба Microgastrini
  - Роды: Choeras, Hypomicrogaster, Microgaster, Pseudapanteles, Rhygoplitis, Sathon, Xanthomicrogaster…
- Триба Microplitinii
  - Род Microplitis

?Mirax (Miracinae), Mesocoelus.

### Список родов
Известно более 80 родов Microgastrinae:
- Agupta Fernandez-Triana, 2018
- Alloplitis Nixon, 1965
- Alphomelon Mason, 1981
- Apanteles Förster, 1862
- Austinicotesia Fernandez-Triana, 2018
- Austrocotesia Austin & Dangerfield, 1992
- Beyarslania Koçak & Kemal, 2009
- Billmasonius Fernandez-Triana, 2018
- Buluka de Saeger, 1948
- Carlmuesebeckius Fernandez-Triana, 2018
- Chaoa Luo & You, 2004
- Choeras Mason, 1981
- Clarkinella Mason, 1981
- Cotesia Cameron, 1891
  - Cotesia crassifemorata
  - Cotesia fascifemorata (Гренландия)
- Cuneogaster Choi & Whitfield, 2006
- Dasylagon Muesebeck, 1958
- Deuterixys Mason, 1981
- Diolcogaster Ashmead, 1900
- Distatrix Mason, 1981
- Dodogaster Rousse, 2013
  - Dodogaster grangeri[13]
- Dolichogenidea Viereck, 1911
- Eripnopelta Chen, 2017
- Exix Mason, 1981
- Exoryza Mason, 1981
- Exulonyx Mason, 1981
- Fornicia Brullé, 1846
- Gilbertnixonius Fernandez-Triana, 2018
- Glyptapanteles Asmead, 1904
- Hygroplitis Thomson, 1895
- Hypomicrogaster Ashmead, 1898
- Iconella Mason, 1981
  - Iconella alfalfae (Nixon, 1960)
- Illidops Mason, 1981
- Janhalacaste Fernandez-Triana, 2018
- Jenopappius Fernandez-Triana, 2018
- Jimwhitfieldius Fernandez-Triana, 2018
- Keylimepie Fernández-Triana, 2016
- Kiwigaster Fernández-Triana, Whitfield & Ward, 2011
- Kotenkosius Fernandez-Triana, 2018
- Larissimus Nixon, 1965
- Lathrapanteles Williams, 1985
- Mariapanteles Whitfield & Fernández-Triana, 2012
- Markshawius Fernandez-Triana, 2018
- Microgaster Latreille, 1804
- Microplitis Förster, 1862 (200 видов)[14]
  - Microplitis lugubroides
- Miropotes Nixon, 1965
- Napamus Papp, 1993
- Neoclarkinella Rema & Narendran, 1996
- Nyereria Mason, 1981
- Ohenri Fernandez-Triana, 2018
- Papanteles Mason, 1981
- Parapanteles Ashmead, 1900
- Parenion Nixon, 1965
- Paroplitis Mason, 1981
- Pelicope Mason, 1981
- Philoplitis Nixon, 1965
- Pholetesor Mason, 1981[15]
  - Teremys
  - Pholetesor moczari
- Prasmodon Nixon, 1965
- Promicrogaster Brues & Richardson, 1913
- Protapanteles Ashmead, 1898
- Protomicroplitis Ashmead, 1898
- Pseudapanteles Ashmead, 1898
- Pseudofornicia van Achterberg, 2015
- Pseudovenanides Xiao & You, 2002
- Qrocodiledundee Fernandez-Triana, 2018
- Rasivalva Mason, 1981
- Rhygoplitis Mason, 1981
- Sathon Mason, 1981
- Semionis Nixon, 1965
- Sendaphne Nixon, 1965
- Shireplitis Fernández-Triana & Wardan Achterberg, 2013
- Silvaspinosus Fernandez-Triana, 2018
- Snellenius Westwood 1882[14]
  - Snellenius bobdressleri Fernández-Triana & Whitfield, 2015
- Tobleronius Fernandez-Triana, 2018
- Ungunicus Fernandez-Triana, 2018
- Venanides Mason, 1981
- Venanus Mason, 1981
- Wilkinsonellus Mason, 1981
- Xanthapanteles Whitfield, 1995
- Xanthomicrogaster Cameron, 1911
- Ypsilonigaster Fernandez-Triana, 2018
- Zachterbergius Fernandez-Triana, 2018
- † Dacnusites Cockerell, 1921
- † Eocardiochiles Brues, 1933
- † Palaeomicrogaster Belokobylskij, 2014

### Вопросы этимологии видов
Анализ этимологии видов подсемейства Microgastrinae, имеющих одинаковые специфические эпитеты, показал, что 153 специфических эпитета повторяются, представляя 340 видов в 52 родах, а остальные 2 823 вида имеют уникальные эпитеты (всего 3163 видов). Три из пяти предложенных категорий охватывают большинство этимологий: люди (42 %, или 142 вида), морфология (27 %) и география (15 %), в то время как категории «другие» (9 %) и биология (7 %) представлены меньше всего. Примерно 95 % одних и тех же специфических эпитетов имели единственное четкое значение, в то время как для оставшихся 5 % проследить этимологию не удалось. Исследование показало, что средняя длина специфических эпитетов составляет 9,01 буквы, самый длинный содержит 18 (eliethcantillanoae), а самый короткий — четыре (eros и erro). Кроме того, большинство одинаковых специфических эпитетов повторялось два раза (85,25 % случаев), хотя встречались и три (12,82 %), пять, шесть и даже девять (по 0,64 %) повторений. Наибольшее число повторений имеют такие специфические эпитеты, как masoni (в девяти родах), orientalis (в шести родах) и nixoni (в пяти родах). Два из них названы в честь крупных специалистов по Microgastrinae, канадского энтомолога William Richardson Miles Mason (1921—1991) и британского гименоптеролога Gilbert Edward James Nixon.

### Комментарии
1. ↑  Эпитет masoni использован для девяти родов: Apanteles masoni Chen & Song, 2004; Diolcogaster masoni Saeed, Austin & Dangerfield, 1999; Dolichogenidea masoni Pandey, Ahmad, Haider & Shujauddin, 2005; Hypomicrogaster masoni Valerio, 2015; Parapanteles masoni Austin & Dangerfield, 1992; Pholetesor masoni Whitfield, 2006; Prasmodon masoni Fernández-Triana & Whitfield, 2014; Sathon masoni Williams, 1988 и Wilkinsonellus masoni Long & van Achterberg, 2011[16].